# Sasov
Sasov (německy Sachsental) je malá vesnice, část krajského města Jihlava. Nachází se 1,5 km na jih od centra Jihlavy. V roce 2009 zde bylo evidováno 48 adres. V roce 2001 zde trvale žilo 105 obyvatel.
Sasov je také název katastrálního území o rozloze 1,68 km2.

## Název
Název se vyvíjel od varianty Sachsenthal (1846), Sachsenthal a Saksentál (1872), Sachsentál (1881) až k podobám Sasov a Sachsenthal v roce 1924. Místní jméno vzniklo z přídomku majitelů rodiny Gosko von Sachsenthal.

## Historie
První písemná zmínka o obci pochází z roku 1778.

## Obyvatelstvo
Podle sčítání 1930 zde žilo v 12 domech 72 obyvatel. 2 obyvatel se hlásilo k československé národnosti a 69 k německé. Žilo zde 72 římských katolíků.
| Rok            | 1869 | 1880 | 1890 | 1900 | 1910 | 1921 | 1930 | 1950 | 1961 | 1970 | 1980 | 1991 | 2001 | 2011 |
| -------------- | ---- | ---- | ---- | ---- | ---- | ---- | ---- | ---- | ---- | ---- | ---- | ---- | ---- | ---- |
| Počet obyvatel | 78   | 81   | 87   | 85   | 83   | 78   | 72   | 63   | 69   | 124  | 108  | 116  | 105  | 106  |

## Další fotografie

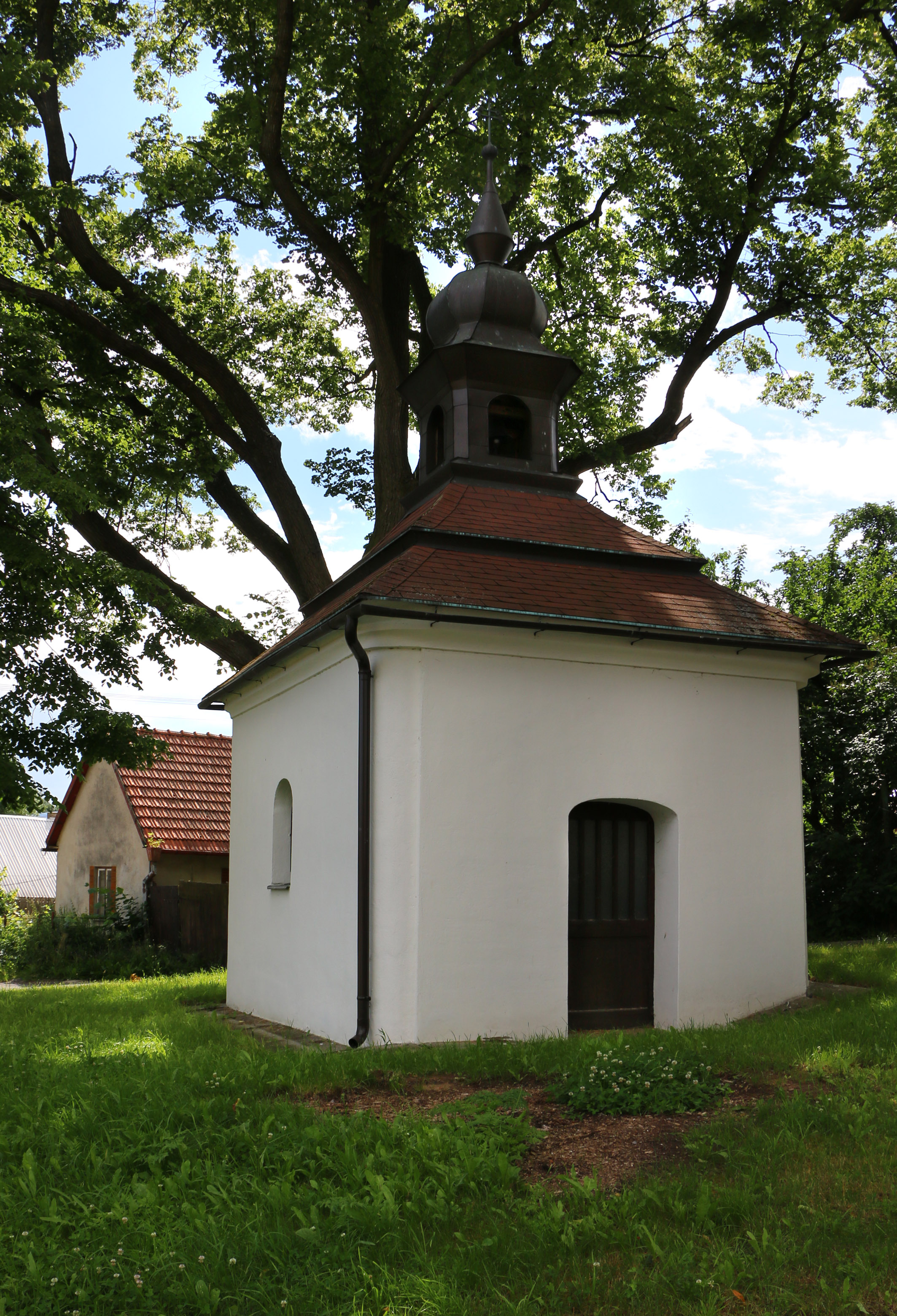
Kaple na návsi
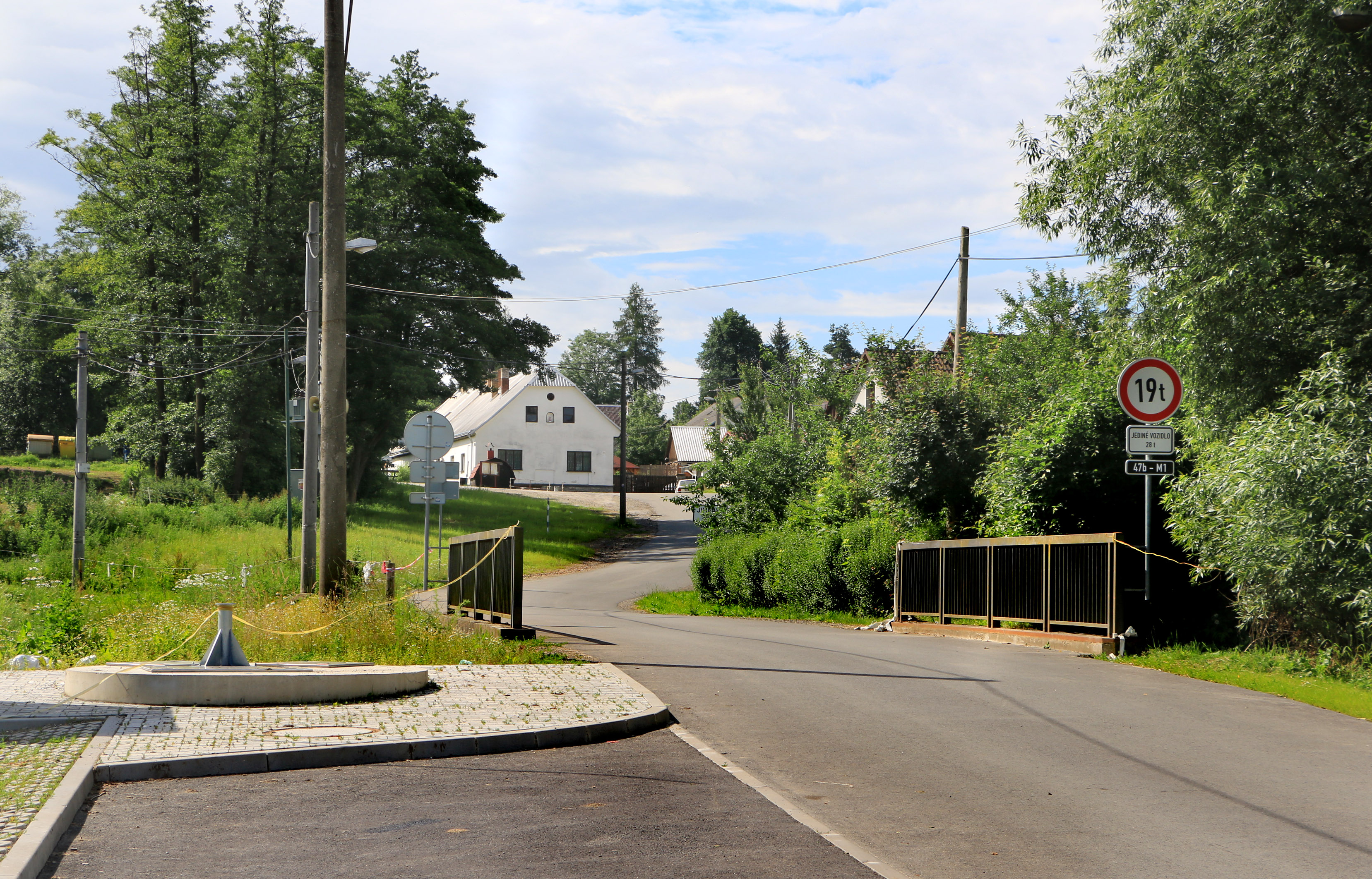
Most přes Jihlávku
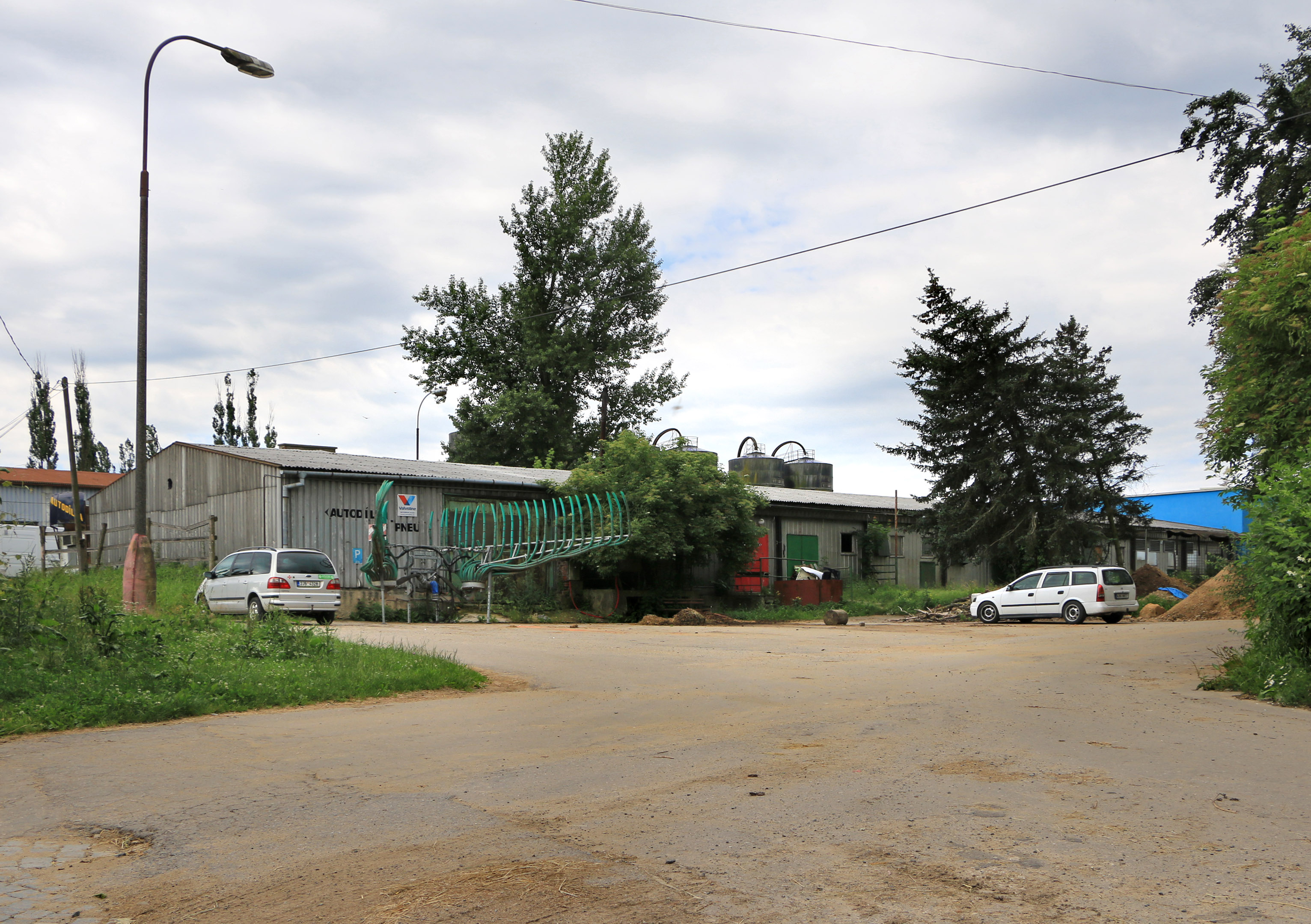
Školní statek
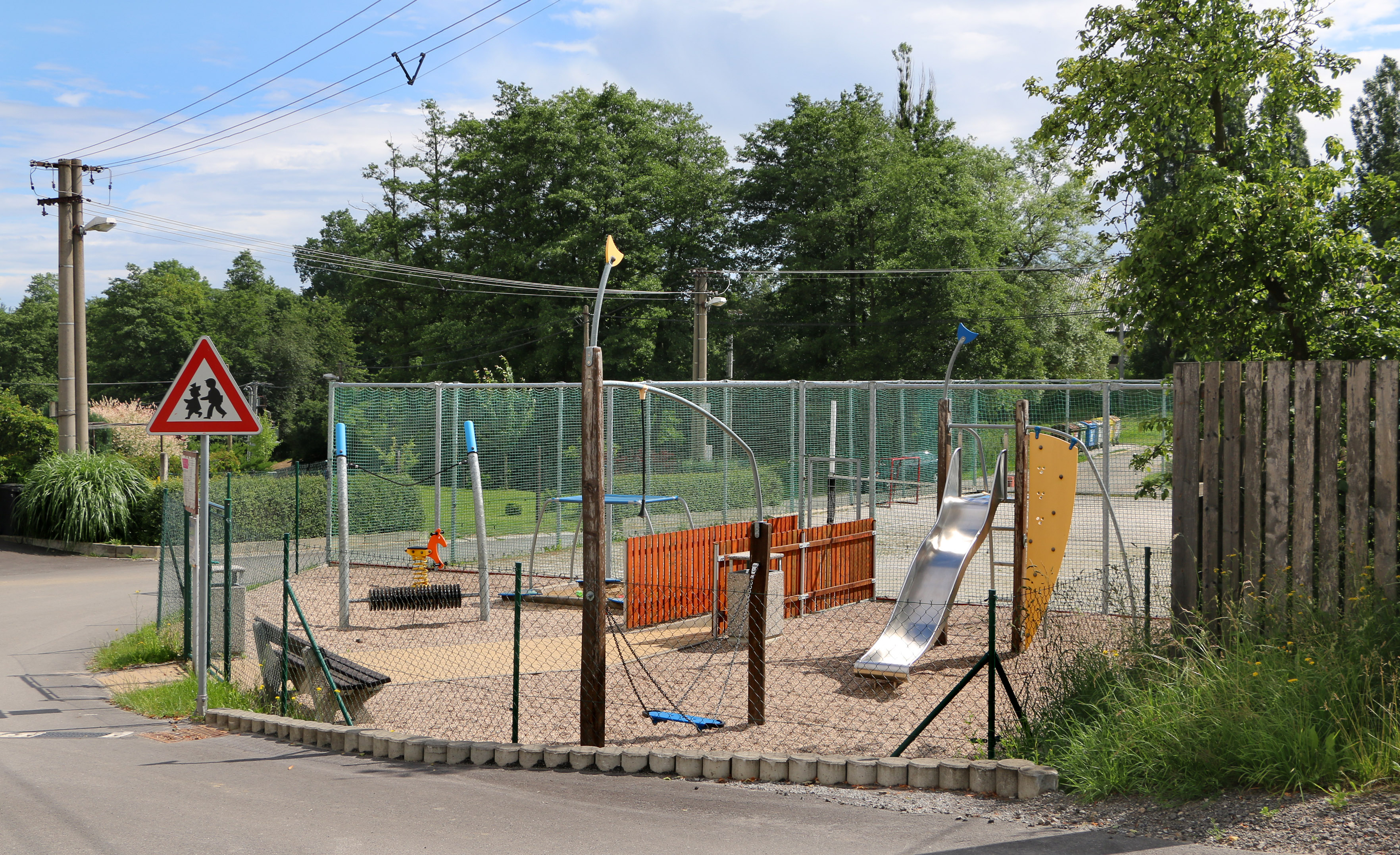
Hřiště u návsi